# Arena (Star Trek)
Pour les articles homonymes, voir Arena.
Arena est le dix-huitième épisode de la première saison de la série télévisée Star Trek. Dix-neuvième épisode à avoir été produit, il fut diffusé pour la première fois le 19 janvier 1967 sur la chaîne NBC.
Cet épisode est tiré de la nouvelle Arène de Fredric Brown, l'une des nouvelles les plus connues de l'écrivain. Néanmoins le scénario de l'épisode de Star Trek diffère profondément du récit initial.
Kirk est obligé de se battre en duel sur une planète déserte contre un extraterrestre de forme mi-reptilienne et mi-humaine ; le vainqueur du duel repartira avec son vaisseau sans préjudice, tandis que le perdant sera anéanti, avec son vaisseau et son équipage.

## Distribution

### Acteurs principaux
- William Shatner : Capitaine Kirk (VF : Yvon Thiboutot)
- Leonard Nimoy : Spock (VF : Régis Dubost)
- DeForest Kelley : Leonard McCoy
- George Takei : Hikaru Sulu
- Nichelle Nichols : Uhura
- James Doohan : Montgomery Scott

### Acteurs secondaires
- Carole Shelyne : Le Metron
- Vic Perrin : Voix du premier Metron (non-crédité)[1]
- Gary Combs : Gorn (non-crédité)[1]
- Bobby Clark : Gorn (non-crédité)[1]
- Ted Cassidy : voix du capitaine Gorn (non-crédité)[1]
- Grant Woods : lieutenant Kelowitz
- Sean Kenney : lieutenant DePaul
- Eddie Paskey : lieutenant Leslie (non-crédité)[1]
- Jerry Ayres : O'Herlihy
- Tom Troupe : lieutenant Harold
- James Farley : Lang

## Résumé
Dans une longue introduction, on apprend que les humains établis en avant-poste de Cestus III, une planète récemment colonisée, ont envoyé un appel au secours. L'Enterprise se rend donc immédiatement sur les lieux. Kirk, Spock et le docteur McCoy se rendent sur la surface de la planète, et découvrent la base humaine entièrement détruite ; il n'y a qu'un survivant, qui décède assez rapidement. Kirk et les membres de son équipe se font alors attaquer par des extraterrestres agressifs. Après un échange de tirs, ceux-ci disparaissent et retournent à leur vaisseau spatial. Kirk et ses collègues retournent à bord de l’L'Enterprise, et Kirk ordonne qu'on pourchasse les fuyards. Au fur et à mesure que ceux-ci augmentent leur vitesse, Kirk ordonne qu'on fasse de même. Les deux vaisseaux se suivent dans une zone inexplorée de la galaxie. En fin de compte, le vaisseau alien pourchassé ralentit sa course et finit par s'immobiliser complètement. L'Enterprise lui-même, arrivé dans cette zone de l'espace interstellaire, est immobilisé par une force à laquelle il ne peut pas s'opposer. Kirk disparaît soudainement du poste de commandement, à la stupéfaction de tous.
Kirk se retrouve sur une planète inconnue. Il apprend d'une voix venue du ciel qu'une espèce extraterrestre très ancienne et très puissante, les Metrons, a suivi avec attention ce qu'il s'est passé. Ces extraterrestres considèrent que les humains et leurs adversaires sont deux espèces animales belliqueuses et annoncent qu'ils ont choisi de faire triompher celle qui aura le mieux combattu en combat singulier, dans le cadre d'un duel judiciaire. Kirk et le capitaine Gorn (espèce extraterrestre de forme mi-humanoïde et mi-reptilienne de l'autre vaisseau) vont donc s'affronter.
Kirk et le Gorn commencent par un combat à corps-à-corps, et l'extraterrestre, plus grand, plus musclé et plus puissant que Kirk, a le dessus. Kirk est obligé de s'enfuir pour ne pas succomber. Il trouve refuge au sommet d'une éminence rocheuse, de laquelle il fait tomber un rocher sur le Gorn. Celui-ci est blessé mais pas tué. Il a construit un poignard avec des minéraux trouvés sur le sol et envisage de tuer le capitaine très rapidement. Au cours de leur combat, Kirk accuse les Gorns d'avoir massacré des innocents, mais le Gorn rétorque que la présence d'une colonie humaine de la Fédération était une intrusion dans leur espace et qu'ils étaient donc en état de légitime défense. Kirk explore les environs et découvre du nitrate de potassium, du soufre, des diamants, du charbon ainsi que des tubes. Il construit une ébauche de canon rudimentaire et fabrique une poudre noire qui lui permet, lorsqu'il est peu après attaqué par le Gorn, de le blesser grièvement au torse par la projection de gros diamants.
Se doutant qu'il est observé par les Metrons, Kirk refuse d'achever son ennemi et déclare tout haut qu'il cesse le combat et qu'il souhaiterait voir son adversaire rester en vie, l'argument de leur légitime défense lui semblant tout à fait recevable. Gorn disparaît alors, téléporté dans son vaisseau, et un être d'apparence jeune, vêtu comme un grec de l'Antiquité, apparaît. Un échange de remarques a lieu entre Kirk et le Métron ; ce dernier dit à Kirk que si les humains sont tous magnanimes et tolérants comme Kirk, l'humanité pourrait devenir une espèce alliée et amie des Metrons dans quelques milliers d'années. Kirk est alors téléporté au sein de l’Enterprise. Le vaisseau est ensuite téléporté par les Metrons à plus de 500 parsecs de là dans une zone civilisée.

## Autour de l'épisode
- L'épisode Le côté obscur du miroir : 2e partie de la série dérivée Star Trek: Enterprise présente la première rencontre entre les Gorns et les humains.
- L'épisode Affaires de famille de la série dérivée Star Trek: Deep Space Nine parle de la colonie de Cestus III, les humains ayant trouvé un compromis avec les Gorn et dans l'épisode Épreuves et Tribulations de cette même série, le capitaine Sisko admet à Jadzia Dax qu'elle aurait adoré rencontrer le capitaine Kirk afin qu'il lui raconte « la fois où il a combattu un Gorn sur Cestus III… »
- Le mot « Metron » signifie ange en hébreu et « instrument du changement » dans la langue grecque.

## Production

### Écriture
En 1944, Fredric Brown écrivit une nouvelle pour le magazine Astounding Science Fiction intitulée Arène dans laquelle un terrien se retrouve téléporté sur une planète déserte et doit affronter un adversaire extraterrestre. À l'issue de ce combat, la civilisation du perdant sera détruite. Lorsque Gene L. Coon termina le script de cet épisode début octobre 1966, il était certain d'avoir écrit un épisode original. Ce n'est qu'après sa rédaction que le département recherche de la compagnie Desilu Productions nota la similarité entre les deux histoires. Ils appelèrent Brown afin de lui proposer d'être crédité comme co-scénariste de l'épisode et celui-ci accepta sans même savoir qu'il était crédité sur un épisode dont il n'avait pas écrit une seule ligne. À noter que l'épisode Rires et jeux de la série Au-delà du réel part sur une idée similaire et que l'épisode Duel de Blake's 7 s'en inspirera fortement.
À l'origine, il devait être révélé par les Metrons que ceux-ci allaient détruire le vaisseau des vainqueurs car ceux-ci représenteraient une plus grande menace pour eux et que le geste de Kirk leur a fait changer d'avis.

### Casting
Ted Cassidy, qui joue la voix du capitaine Gorn, était déjà apparu dans l'épisode La Planète des illusions et offrait aussi la voix de Balok dans l'épisode Fausses Manœuvres. Le Gorn était joué par deux acteurs, le cascadeur Bobby Clark et Gary Combs selon le cadrage des plans. Deux costumes avaient été faits, un pour chaque acteur. Bobby Clark rejouera le rôle du Gorn pour un documentaire de 2009 nommé Bring Back… Star Trek.

### Tournage

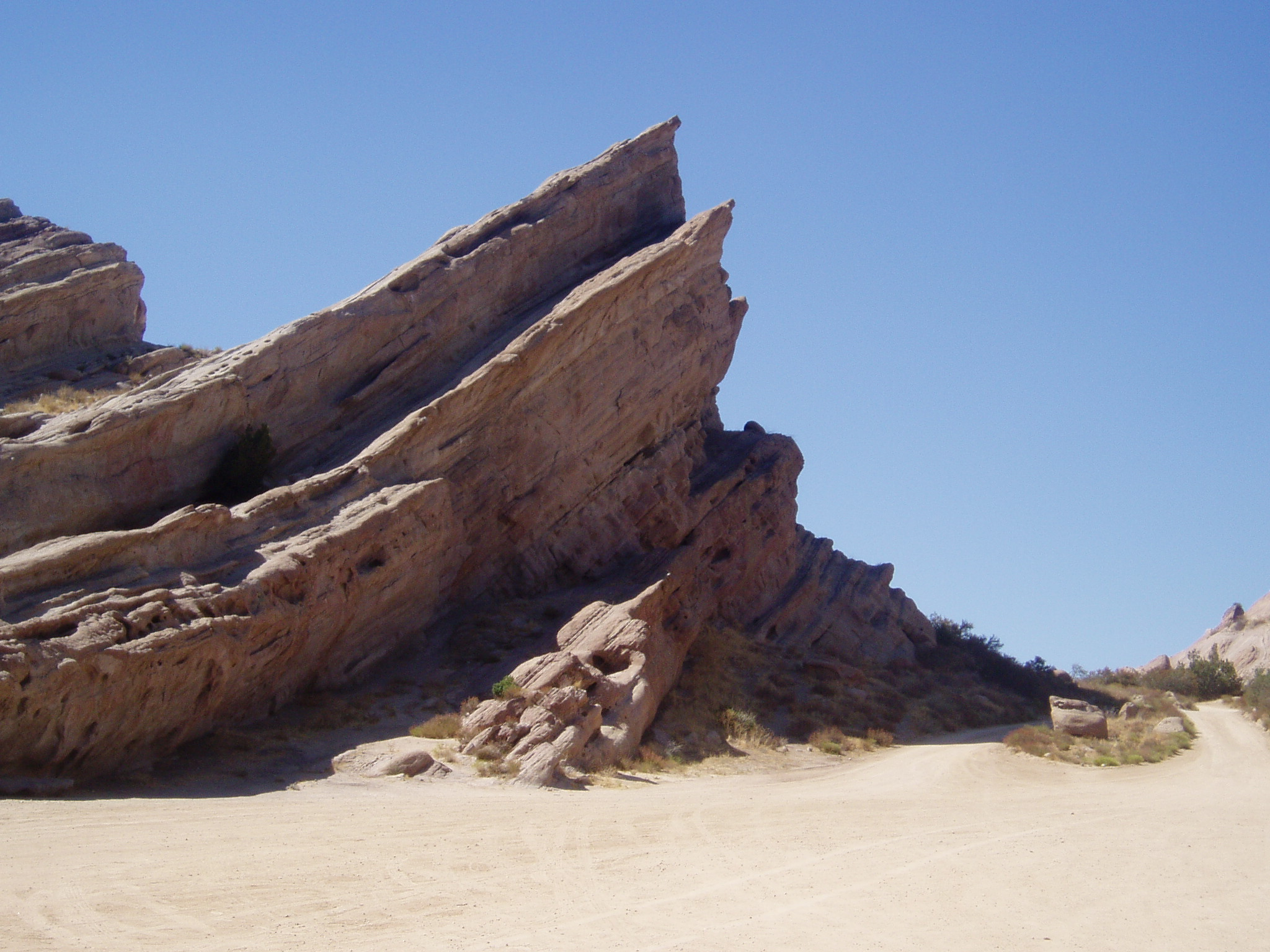
Le parc de Vasquez Rocks

Le tournage eu lieu du 8 au 15 novembre 1966 au studio de la compagnie Desilu Productions sur Gower Street à Hollywood sous la direction de Joseph Pevney et au parc de Vasquez Rocks.
Durant le tournage, William Shatner se retrouva trop près d'une explosion, ce qui le laissa avec un acouphène dont il souffre encore aujourd'hui. Les acteurs Leonard Nimoy et DeForest Kelley furent eux aussi touchés par le phénomène en proportion moindre. Les scènes se déroulant à la station de Cestus III bombardé furent tournées dans un fort non loin de Vasquez Rocks. Construit au milieu des années 50 pour une série nommée Tales of the 77th Bengal Lancers from Screen Gems, il était couramment utilisé par la télévision pour des séries comme Les Mystères de l'Ouest, Mission Impossible ou Bonanza. Il fut redécoré pour l'occasion afin de lui donner une touche un peu plus futuriste.
C'est la première fois que Pevney tournait un épisode de la série et il avait été recommandé par le producteur Gene L. Coon. Il réussit à finir l'épisode en six jours au lieu des sept prévus et reçut, de la part de la production, un bonus de 500$.

### Post-production
À l'origine, la planète montrée dans l'épisode est un plan de la Terre inversé et colorié en orange. La version remastérisée changera cet effet.

## Diffusions

### Diffusion aux États-Unis
L'épisode fut retransmis à la télévision pour la première fois le 19 janvier 1967 sur la chaîne américaine NBC en tant que dix-huitième épisode de la première saison.

### Diffusion au Royaume Uni et au Québec
L'épisode fut diffusé au Royaume Uni le 15 novembre 1969 sur BBC One. Ce fut le premier épisode de la série que la BBC diffusait en couleur.
En version francophone, l'épisode fut diffusé au Québec en 1971. 

### Diffusion en France
En France, l'épisode est diffusé le 7 juillet 1986 lors de la rediffusion de l'intégrale de Star Trek sur La Cinq.

## Réception critique
Dans un classement pour le site Hollywood.com Christian Blauvelt place cet épisode à la 2e position sur les 79 épisodes de la série originelle expliquant que la version remasterisé de l'épisode a réussi à rendre le Gorn bien plus vivant. Il apprécie le geste final de Kirk et le jeu des acteurs. Pour le siteThe A.V. Club Zack Handlen donne à l'épisode la note de A expliquant que l'épisode utilise de façon intéressante les prémisses de Star Trek basée sur "les incertitudes de l'exploration." Il parle aussi des influences que l'épisode aura sur la culture.
Un épisode de la série documentaire MythBusters tentera en 2009 de refaire le canon bricolé avec du bambou et de la poudre par le capitaine Kirk. Celui-ci s'avérera impossible.
La scène de combat entre Kirk et le Gorn inspirera énormément d'hommages et de parodies. Ainsi le film Les Folles aventures de Bill et Ted, ceux-ci se retrouvent à Vasquez Rocks après avoir vu l'épisode Arena à la télévision. Dans le film, Jay et Bob contre-attaquent un restaurant de type "diner" est nommé Arena Diner car situé non loin de Vasquez Rocks. En 1999 dans le film parodique Free Enterprise les deux héros se retrouvent déguisés autour du rocher et l'on retrouve une scène similaire dans le film Paul où le personnage incarné par Simon Pegg rejoue Kirk et le personnage incarné par Nick Frost prend la place du Gorn.
Dans l'épisode de la série Big Bang Theory, L'Expédition Bakersfield voit les quatre protagonistes de la série se faire voler leur voiture après s'être fait prendre en photo à Vasquez Rocks déguisés en personnages de la franchise Star Trek. En outre dans l'épisode Dans le collimateur du FBI ! Sheldon rêve d'un Gorn assis sur le canapé du salon et dans l'épisode Le Dysfonctionnement du téléporteur il rêve d'une discussion avec Spock et finit par se faire poursuivre par un Gorn. La compagnie Filmation qui produisait la série d'animation Star Trek a produit un épisode des Maîtres de l'univers dont le scénario ressemblait étrangement à cet épisode.
William Shatner rejouera la scène contre le Gorn en 2013 pour une publicité pour un jeu vidéo de Star Trek.

## Adaptation à l'écrit
L'épisode a été adaptée sous forme d'une nouvelle de 12 pages écrite par James Blish dans le livre « Star Trek 2 », un recueil compilant différentes histoires de la série et sorti en février 1968 aux éditions Bantam Books. Dans cette nouvelle, le plan original des Metrons consistant à détruire le vaisseau du vainqueur est expliqué. 
En France, cette novélisation fut publiée en 1991 aux éditions Claude Lefrancq Editeur sous le nom de "Star Trek : Le duel" et traduit sous le titre de "L'arène" par Paul Couturiau.

## Éditions commerciales
Aux États-Unis, l'épisode est disponible sous différents formats. En 1985, l'épisode est sorti en VHS et Betamax. L'épisode sortit en version remastérisée sous format DVD en 1999 et 2004. C'est le premier épisode de la série originale à connaitre une remastérisation sortie le 21 octobre 2006 : Les effets spéciaux ont été améliorés, notamment les plans de l'Enterprise et celle de la planète ont été modélisés en image de synthèses. De plus, le plan eu l'équipe se retrouve sur Celtius III dévastée fut améliorée avec l'ajout de détails et des plans du vaisseau Gorn furent créés. L'édition Blu-ray de la série fut diffusée en avril 2009.
En France, l'épisode fut disponible avec l'édition VHS de l'intégrale de la saison 1, sortie le 13 janvier 2000. L'édition DVD est sortie le 30 août 2004 et l'édition Blu-ray le 29 avril 2009.